# Seigneurie de Beaujeu
La seigneurie de Beaujeu, dont le Beaujolais tire son nom, est une ancienne seigneurie du Moyen Âge. Elle se situait au nord de la ville de Lyon et certains de ses seigneurs, originaires du Mâconnais, ont marqué de leur empreinte l'histoire de France.
Le titre de seigneur de Beaujeu fut en usage du Xe siècle au XVIIIe siècle.

## Origines
La seigneurie de Beaujeu fut constituée et tenue à l'origine par les seigneurs de Beaujeu qui figuraient parmi les principaux barons du Mâconnais, du Lyonnais et des pays de l'Ain. Ils détenaient la rive gauche de la Saône depuis Montmerle jusqu'à Jassans. Ils sont possessionnés autour de Chalamont et Saint-Paul-de-Varax et d'une partie de la seigneurie de Loye (château de Loyes). Cette dernière avait été engagée, en 1227, par besoin d'argent, par Étienne de Villars à Humbert de Beaujeu.
On a cherché à rattacher les sires de Beaujeu aux comtes de Lyon et de Forez, sans certitude. Au Xe siècle, sont actifs (fl.) dans le Mâconnais un certain Guichard et ses neveux Guichard, Bernard, Bérard (Ier) et Lambert. Béraud (II) qui suit leur est manifestement lié par l'onomastique, et semble donc leur être apparenté (par sa mère ?).

## Liste chronologique des seigneurs de Beaujeu
La liste chronologique,,,, présente les seigneurs, comtes et ducs qui ont détenu des droits sur les terres de Beaujeu, y compris la Dombes dès le début du XIIIe siècle,,,,.

### Famille de Beaujeu
Les dates sont celles de règne.

- (Ca. 944-Ca. 965) : Beraud ou Bérard (II) de Beaujeu.
- (965-vers 1016) : Humbert Ier (949-1016), fils du précédent et de Vandelmode/Wandelmodis, fille d'Humbert Ier de Salins[10].
- (????-987/996) : Guichard (Ier) de Beaujeu, frère du précédent et seigneur de Beaujeu mais subordonné à son frère aîné[14]. Il épouse Almodis. Ce Guichard n'étant pas reconnu par tous les historiens, c'est son neveu ci-dessous qui est ici considéré comme étant Guichard Ier.
  - → Humbert Ier et Guichard (Ier) avaient de nombreux frères.
- (1016-1030/1050) : Guichard Ier (ou II) de Beaujeu (mort entre 1030 et 1050), fils d'Humbert Ier et de sa femme Emeldis/Emelde/Helmest[15].
  - → Guichard Ier avait de nombreux frères.
- (1030-vers 1070/1078) : Guichard II (III) de Beaujeu, (mort après 1070), fils du précédent et de sa femme Adélaïde[10] ,[16].
  - → Guichard II avait plusieurs frères.
- (1078-1102/1103) : Humbert II de Beaujeu, fils du précédent et de Richoara/Ricoaire, fille de Roclenus de Salornay (elle aurait apporté aux Beaujeu Thizy en partie, Amplepuis, Belleroche) ; sixième seigneur de Beaujeu[17],[18]. Sa première femme est Waldermonde, fille de Guillaume II de Thiern/Thiers et d'Adélaïde de Chalon-Semur[19].
  - → Parmi ses nombreux frères et sœurs, une fille de nom inconnu marie Liébaud de Digoin, fils de Josserand de Digoin ; et une autre, Wandelmode de Beaujeu, épouse peut-être Guillaume Ier dit « l'Ancien », comte de Forez.
- (1102-1137) : Guichard III (IV) de Beaujeu, fils d'Humbert II et de sa deuxième femme épousée vers 1080, Auxilia, fille d'Amédée II de Savoie[20].
  - → Un de ses frères, Hugues, est chanoine de Lyon et de Mâcon, abbé de St-Just de Lyon vers 1117 ; leur sœur Wandelmode de Beaujeu épouse Renard III comte de Joigny.
- (1137-1174 ?) : Humbert III de Beaujeu dit « le Vieux »[21], fils du précédent et de Lucienne de Rochefort (1088-1137 ; fille de Guy le Rouge ; x vers 1107)[22].
  - → Parmi sa nombreuse fratrie, une de ses sœurs, peut-être Alix ou Sibylle de Beaujeu, épouse Guigues Ier de Forez.
- (1174-1189) : Humbert IV de Beaujeu[21], fils du précédent et d'Élise (ou Alix) fille d'Amédée III de Savoie, connétable de France[22].
  - → Dans sa nombreuse fratrie, une sœur, Pontia/Ponce de Beaujeu, épouse peut-être Guillaume IV de Mâcon. Une nièce, Guicharde (peut-être fille de Pontia), semble épouser Archambaud VI de Comborn.
- (1189-1216) : Guichard IV (V) de Beaujeu dit « le Grand »[23], seigneur de Beaujeu et de Montpensier, fils du précédent et d'Agnès de Thiers dame de Montpensier (fille de Guy de Thiern ; mariée vers 1160)[24].
  - → Sa sœur Alix de Beaujeu épouse Renaud de Nevers seigneur de Decize, † 1191 à Acre, fils cadet de Guillaume III de Nevers et d'Ida fille d'Engelbert II de Sponheim-Carinthie.
- (1216-† 25 juillet 1250 en Égypte) : Humbert V de Beaujeu[25],[26], fils du précédent et de Sybille, épousée vers 1196/98, fille de Baudouin VIII-V de Flandre-Hainaut ; connétable de France. Souverain ou prince des (ou de la) Dombes par son mariage avec Marguerite de Baugé/Bâgé de Miribel (désormais, jusqu'à la Grande Mademoiselle ci-dessous, tous les titulaires de la seigneurie de Beaujeu sont prince/souverain de(s) Dombes ; Marguerite était la fille de Guy de Baugé, lui-même fils d'Ulrich II, petit-fils de Renaud III et demi-frère aîné de Renaud IV de Bâgé ci-dessous).
  - → Sa fratrie était fournie. Son frère cadet - Guichard (V ou II) de Beaujeu continue les sires de Montpensier puis de Montferrand. Leur sœur - Agnès épouse en 1223 Thibaud IV de Champagne-Navarre (postérité Bretagne). Leur sœur - Marguerite est fiancée en 1216 à Henri Ier, comte de Vienne, fils cadet de Guillaume IV. Leur sœur - Sibylle de Beaujeu (avant 1216-1265), épouse 1° 1229 Renaud IV de Bâgé, et 2° Pierre Gros de Brancion, fils cadet de Jocerand IV Gros de Brancion. d'où (du 1°) : 
    - Guy II de Baugé/Bâgé, mari de Dauphine de St-Bonnet (Delphine de Lavieu) et père de Sibylle de Baugé/Bâgé qui marie en 1272 Amédée V de Savoie, fils de Thomas II, et lui transmet la Bresse
- (1250-mai 1265) : Guichard V (VI) de Beaujeu, fils d'Humbert V et de Marguerite de Bâgé dame de Miribel et des Dombes[27] ; connétable de France. Il épouse en 1250/1260, sans postérité, Blanche, fille de Jean de Chalon l'Antique, remariée en 1268 à Béraud IX de Mercœur.
  - → Frère d'Isabelle/Elisabeth de Beaujeu (1225-1297), qui suivra.
  - Guichard V et Isabelle avaient des sœurs cadettes (avec postérité) : - Sibylle/Florie, x Aymar III de Poitiers-Valentinois ; - Béatrix, x Robert de Montga(s)con : parents de Faucon III et grands-parents de Béatrix de Montgascon, femme de Robert VI d'Auvergne ; et - Marguerite de Beaujeu, † 1260, x Béraud de La Motte-Saint-Jean.

### Maison d'Albon-Forez
La seconde lignée des comtes de Forez prend ses racines dans la maison d'Albon, Guigues-Raymond d'Albon ayant épousé l'héritière Ide de Forez.
Cette famille hérite de la seigneurie de Beaujeu grâce au mariage entre Renaud de Forez, deuxième fils de Guigues IV de Forez, et Isabelle de Beaujeu ci-dessus (†1297 ; Isabelle avait d'abord épousé vers 1240 Simon II de Semur, sire de Luzy), fille d'Humbert V de Beaujeu et de Marguerite de Bâgé, dame de Miribel et de la Dombes.
- 1265-1270 : Renaud de Forez, époux de la précédente, héritière de Beaujeu et des Dombes[30].
- 1270-août 1295 : Louis Ier de Beaujeu, deuxième fils des précédents, l'aîné Guigues VI de Forez (1279), ayant hérité du comté de Forez[31]. Marié, en 1270[3], à Éléonore de Savoie (†1296), fille de Thomas II et sœur d'Amédée V.
  - → Guigues VI du Forez et Louis de Beaujeu avaient un frère cadet, Guichard de Forez ou de Beaujeu († vers 1270), marié en 1269 Eléonore, fille d'Amédée IV de Savoie et de Cécile Passerose des Baux.
- 1295-1331 : Guichard VI (VII) le Grand, fils du précédent et d'Eléonore de Savoie. Marié en premières noces en 1300 à Jeanne, fille d'Amé II de Genève (†1303) ; marié en secondes noces en 1309 à Marie, fille du connétable Gaucher V de Châtillon ; marié en troisièmes noces en 1320 à Jeanne de Châteauvillain-Luzy, dame de Semur-en-Brionnais.
  - → Sa sœur - Marguerite de Beaujeu devient en 1291 la troisième femme de Jean Ier de Chalon-Auxerre (1243-1309), fils cadet de Jean l'Antique (ci-dessus). Leur autre sœur - Eléonore de Beaujeu épouse en 1291/1296 Humbert V de Thoire-Villars. Leur dernière sœur - Catherine de Beaujeu marie en 1305 Jean Ier de Châteauvillain-Luzy
- 1331-1351 (à Ardres) : Édouard Ier de Beaujeu, fils de Guichard VI et de Marie de Châtillon ; maréchal de France ; né en 1316 ; marié en 1333 à Marie de Thil (†1360 ; fille de Jean Ier de Thil et Marigny, et d'Agnès de Frolois). En 1337, le comte Aymon de Savoie lui donna Coligny-le-Neuf.
  - → Sa demi-sœur aînée - Marie de Beaujeu, fille de Jeanne de Genève, épouse Jean Ier de Parthenay. Sa sœur - Marguerite de Beaujeu († 1336), fille aussi de Marie de Châtillon, marie en 1331 le maréchal Charles Ier de Montmorency ;
  - → Ses demi-frères et sœur cadets, fils de la troisième femme de Guichard VI, Jeanne de Châteauvillain : - Guichard de Beaujeu, sire de Perreux et de Semur, dit parfois Guichard VII ou VIII, † 1356 à Poitiers : 
    - père d'Édouard II, sire de Beaujeu ci-dessous ;

  - - Guillaume de Beaujeu († 1406), seigneur d'Amplepuis et de L'Estours ou des Tours, souche de la branche de Beaujeu-Amplepuis précisée ci-dessous ;
  - - Robert de Beaujeu († 1380 ; ou 1390 ?), x Agnès/Alix de Vienne de Roulans de Chaudenay (sœur de l'amiral de Vienne), que certains disent fonder la branche dite du Colombier (Le Colombier, lieu-dit à Beaujeu, ou à St-Julien ?) précisée ci-dessous, sires de Joux-sur-Tarare, Saint-Bonnet (-des-Bruyères qui avec Aigueperse était aux Beaujeu ?, ou plutôt à Montmelas ?), Belleville (-sur-Saône ?), puis d'Asnois, Montcoquier... ;
  - - Louis de Beaujeu d'Aloignet, x 1356 Jeanne de Beaujeu-sur-Saône : 
    - d'où Antoinette de Beaujeu qui épouse Jacques d'Arguel (1358-1387), petit-fils de Jacques d'Arguel († 1339) et de Jeanne de Basserans ;

  - - Jeanne/Blanche de Beaujeu, x Jean de Li(g)nières-en-Berry, grand-oncle de Jacqueline de Linières ci-dessous.
- 1351-1374 : Antoine de Beaujeu, fils d'Édouard Ier et de Marie de Thil[32],[33], chevalier de l'Ordre de l'Annonciade, né en 1343, marié sans postérité en 1362 à Béatrice de Chalon, dame de Broyes, fille de Jean II.
  - → Sa sœur Marguerite de Beaujeu (1346-1402), x 1362 Jacques de Savoie-Achaïe : postérité.
- 1374-1400 : Édouard II de Beaujeu[34], cousin germain du précédent et neveu d'Edouard Ier, car fils de Guichard (VII ou VIII) de Beaujeu, sire de Perreux et de Semur — demi-frère cadet d'Édouard Ier en tant que fils de Guichard VI ou VII le Grand et de Jeanne de Châteauvillain, comme ses frères cadets Guillaume d'Amplepuis et de L'Estours, Robert de Joux et du Colombier, et Louis d'Aloignet ci-dessus — et de Marguerite de Poitiers, fille de Louis Ier de Poitiers-Valentinois et de Marguerite de Vergy de Vadans, épousée en 1343. Né vers 1351/1353 et décédé dans son château de Perreux le 2 août 1400 ; marié en 1370 sans postérité survivante à Éléonore, fille de Guillaume III Roger de Beaufort de Turenne et d'Eléonore de Comminges, nièce de Grégoire XI. Il menait grande et dispendieuse vie dans ses châteaux, notamment à Perreux et Pouilly-le-Châtel. À cause de ses exactions, il est même incarcéré au Châtelet à Paris en juillet 1379. Sous Charles VI, il lègue ses biens le 15 octobre 1391 puis le 23 juin 1400 à Louis II duc de Bourbon, qu'il avait en grande estime, au mépris des branches cadettes notamment des Beaujeu-Amplepuis. Cependant, il légua Coligny-le-Neuf à sa cousine Jeanne, fille de Robert du Colombier ci-dessous.
  - → Ses sœurs étaient : - Marie de Beaujeu, dame de Luzy (x Jean de Bourgogne-Montaigu sire de Sombernon) ; - Alix († 1418 ; x 1° 1372 Josserand de Lavieu de Fougerolles, x 2° Étienne de Sancerre de Vailly, † 1390, et x 3° Guy IV de Damas de Couzan) ; et - Jeanne de Beaujeu, x 1371 Hugues de St-Trivier.
- la branche de Beaujeu-Amplepuis[35] est spoliée de la succession de Beaujeu en 1400. - Guillaume de Beaujeu d'Amplepuis et de L'Estours[36] ci-dessus († 1406), fils de Guichard VI le Grand et Jeanne de Châteauvillain, avait hérité L'Estours de sa deuxième épouse, Agnès de St-Germain. De sa troisième femme, Marguerite de Gorse, il a pour enfants : 
  - - Jeanne de Beaujeu, femme de Jean de St-Symphorien de Chamouset ;
  - et - Édouard de Beaujeu-Amplepuis,qui devient seigneur de Li(g)nières-en-Berry par son mariage avec Jacqueline, fille du Grand-queux Jean V de Linières et petite-fille du Grand-queux Philippe de Linières (le frère de Jean de Linières rencontré plus haut : deux fils de Jean IV de Linières), d'où : 
    - - Marie/Marguerite de Beaujeu (x Guillaume IV de Sully de Vouillon et St-Août, capitaine des Francs-Archers) ; sa sœur - Jeanne/Anne de Beaujeu (x 1° le maréchal Philippe de Culan, 2° Louis de Beauvau de La Roche-sur-Yon qui par ses premières noces avec Marguerite de Chambley fut le grand-père de Louis évoqué plus loin, et 3° le maréchal Jean de Baudricourt) ;
    - leur sœur - Jacqueline de Beaujeu, dame de Linières en partie, épouse André de Chauvigny-Châteauroux, sire de Ravel/Revel, d'où : 
      - Catherine de Chauvigny, dame de Revel et de Linières en partie, qui se marie avec Charles Ier de Chaumont d'Amboise : postérité, dont : 
        - Guy de Chaumont d'Amboise, seigneur de Ravel : Père d'Antoinette de Chaumont d'Amboise, héritière finale des Chaumont d'Amboise, puis succession aux La Rochefoucauld-Barbezieux,
        - et sa sœur Catherine de Chaumont d'Amboise, qui épouse en secondes noces son cousin Philibert de Beaujeu ci-dessous : sans postérité (ainsi que non plus de ses deux autres mariages) ;

    - leurs deux frères - François de Beaujeu (sans postérité, x 1° Anne de Culan, puis 2° Françoise de Maillé-Châteauroux, remariée à Jean V d'Aumont) ; et - Jacques de Beaujeu (x Jacqueline/Jacquette Jouvenel des Ursins, fille du chancelier Guillaume, dame de Traînel, Perroy et La Motte-Jo(u)sserand), sont successivement seigneurs d'Amplepuis, L'Estours et Linières-en-Berry,
      - d'où - Philibert de Beaujeu, fils de Jacques de Beaujeu et Jacquette Jouvenel, conseiller-chambellan de François Ier († 1542) : il épouse en 1501 sans postérité sa cousine Catherine de Chaumont d'Amboise (1481-† 1549 ; fille de Charles Ier d'Amboise et Catherine de Chauvigny ci-dessus ; elle est dame de Linières par son mari, et aussi de son propre chef en partie par sa grand-mère maternelle Jacqueline de Beaujeu ci-dessus). Aussi seigneur de Thizy (seigneurie/châtellenie que Guichard VI le Grand réunifia en 1297 en achetant la part de Guichard de Marzé, que ce dernier avait acquise en 1284 sur Guichard III de Châtelperron de La Ferté-Chauderon dont la belle-mère était Isabelle de Roanne) et Sevelinges en 1522, et d'Alloignet et Coux[37]. Linières-en-Berry passera aux La Rochefoucauld-Barbezieux évoqués ci-dessus, alors que Thizy, Sevelinges, Amplepuis, écherront aux Nevers-Clèves, Catherine d'Amboise ayant épousé en troisièmes noces Louis de Clèves-Nevers, comte d'Auxerre, fils d'Engilbert petit-fils de Jean de Clèves ;
- la branche du Colombier : Robert de Beaujeu ci-dessus, † 1380 (ou 1390 ?), sire de Joux-sur-Tarare, St-Bonnet et Belleville, avant-dernier fils de Guichard VI et Jeanne de Châteauvillain, épouse Agnès/Alix de Vienne-Roulans, dame de Chaudenay, d'où :
  - - Guichard († 1390 sans postérité en Afrique où il accompagnait le duc Louis II de Bourbon dans son expédition tunisienne, au siège de Mahdia ; Moréri donne la même fin à son père Robert : si cela est avéré, alors Robert est mort lui aussi en 1390) ; - Marguerite, x 1391 Louis Aycelin-Montaigut-Listenois ; elle hérite de la seigneurie de Joux ; - Jeanne hérite Coligny-le-Neuf de son cousin Édouard II sire de Beaujeu, qu'elle transmet à son mari Jean de Cusances de Belvoir ;
  - et - Jean (Ier) de Beaujeu, dont la postérité est incertaine : pour Louis Moréri ([5], p. 243), il hérite des fiefs paternels et il est aussi seigneur de Montcoquier/Montcoquet (à moins que ce ne soit seulement son fils Pierre, par son mariage avec Marguerite de La Palice ?), † entre 1415 et 1419 (à Azincourt en 1415 ?), chambellan du roi, maître d'Hôtel du duc de Berry en 1380, marié à Isabelle, dame d'Asnois, fille de Jean de St-Vérain : d'où Pierre qui suivra. Mais le Père Anselme est plus circonspect et écrit : « Jean, dont on ne connaît que le nom »[38]; Paul de Varax (1840-1912) est, quant à lui, affirmatif : Jean, le fils de Robert, est mort en 1386 à Montmerle sans descendance[39]. D'autre part, des historiens actuels rapportent que : « En 1366, Jean du Colombier est dit seigneur de Moncoquier, que sa femme Isabelle de Montfan (Montfand ?) lui a apporté en dot. En 1378, Jean du Colombier (deuxième du nom), est damoiseau et son père rendit en son nom foi et hommage pour la terre de Moncoquier »[40]. Si ces Beaujeu du Colombier de Montcoquier se rattachent bien à la Maison de Beaujeu, ce qui, on le voit, n'est pas assuré, il faudrait donc admettre que notre Jean se décompose en fait en deux Jean, père et fils (Jean Ier et Jean II), le premier ayant épousé Isabelle de Montfan de Moncoquier, et le second Isabelle de St-Vérain d'Asnois...
    - Pierre († vers 1462), sire d'Asnois et Montcoquier, x Marguerite de La Palice, parents de : 
      - Blain/Blénet († 1469/1475) ; il vend en 1469 une part d'Asnois : Asnois-le-Bourg, à Pierre de Digoine de Thianges, part cédée en 1487 à Jeanne de Corbigny, grand-mère de Léonarde de Clèves ci-dessous ; x 1453 Catherine, fille de Pierre de Chamigny, seigneur de Tanlay
        - Loup, x 1483 Catherine Gaste de Luppé : leur fille Catherine de Montcoquier et d'Asnois-le-Château, dame de Tanlay (qu'elle vend en 1533 à Louise de Montmorency, mère de l'amiral de Coligny) épouse en 1496 Louis de Salazar (fils de Jean (de) Salazar, seigneur de Marcilly et Saint-Just, engagiste d'Issoudun et Libourne, et de Marguerite de La Trémoïlle engagiste de St-Fargeau) : leur petite-fille Henriette de Salazar épouse en 1583 Adrien de Blanchefort (des vicomtes de Comborn), sire d'Asnois-le-Bourg (fils de Léonarde de Clèves ci-dessus ; ainsi la baronnie d'Asnois est réunie) : postérité ;

      - et Jean (II ou III) du Colombier ou de Montcoquier, frère cadet de Blain, x Marguerite du Poulliner, 
        - père de Claude de Montcoquier, x Louise de Larguin, 
          - père de François de Montcoquier, x 1595 Esther fille de Pierre d'Amanzé et d'Antoinette de Coligny-Saligny,
            - d'où Gilberte de Montcoquier, x 1612 Etienne de La Souche de St-Augustin : Postérité.

### Maison de Bourbon

Armoiries de Louis II de Bourbon.

- 1400-1410 : Louis II de Bourbon, duc de Bourbon, marié en 1371 à Anne Dauphine d'Auvergne, comtesse de Forez, arrière-arrière-petite-fille de Guigues VI, comte de Forez, ci-dessus.
  - Louis (1388-1404), fils du précédent, titré sire de Beaujeu.
- 1410-1434 : Jean Ier, duc de Bourbon, fils de Louis II, marié en 1401 avec Marie de Berry, duchesse d'Auvergne et comtesse de Montpensier.
- 1434-1456 : Charles Ier, duc de Bourbon, fils du précédent, marié en 1425 à Agnès de Bourgogne, fille de Jean sans Peur.
  - Jean II duc de Bourbon, fils du précédent, titré seigneur de Beaujolais[42].
  - Philippe (ca. 1430-1440), frère cadet du duc Jean II, titré seigneur de Beaujeu.

Armoiries de Pierre de Beaujeu

- 1456-1503 : Pierre II duc de Bourbon, fils de Charles Ier, marié en 1473 à Anne de France dite Anne de Beaujeu (1461-1522), fille de Louis XI et régente de France de 1483 à 1491.
- 1503-1505 : Suzanne de Bourbon, fille du précédent et d'Anne de France.
- 1505-1521 : Charles III de Montpensier, duc de Bourbon, le connétable de Bourbon, époux de la précédente en 1505, arrière-petit-fils du duc Jean Ier de Bourbon par son père Gilbert et son grand-père Louis de Bourbon-Montpensier.

### Maison de Savoie
- 1522-1531 : Louise de Savoie, cousine germaine de Suzanne de Bourbon et petite-fille de Charles Ier de Bourbon par sa mère Marguerite de Bourbon. Elle conteste la succession au connétable Charles III et obtient de son fils le roi François Ier l'investiture pour les duchés de Bourbon et d'Auvergne, les comtés de Clermont, de Forez et de la Marche ainsi que la seigneurie de Beaujeu, le 7 octobre 1522. Le Beaujolais reste ensuite à la Couronne des Valois-Angoulême jusqu'en 1560.

### Seconde maison de Bourbon-Montpensier
En 1560, le roi François II rend le titre à Louis III de Montpensier, neveu du connétable de Bourbon car fils de sa sœur Louise de Bourbon, duchesse de Montpensier.
- 1560-1582 : Louis III de Montpensier-La Roche-sur-Yon, fils de Louis et de Louise.
- 1582-1592 : François de Montpensier, fils du précédent et de Jacqueline de Longwy, nièce de François Ier.
- 1592-1608 : Henri de Montpensier, fils du précédent et de Renée d'Anjou-Mézières.
- 1608-1627 : Marie de Montpensier, fille du précédent et d'Henriette-Catherine duchesse de Joyeuse, mariée en 1626 à Gaston d'Orléans (1608-1660) frère cadet de Louis XIII et oncle de Louis XIV (Louis XIII et Gaston étaient les fils du roi Henri IV, petit-neveu de François Ier par sa mère Jeanne d'Albret).
- 1627-1693 : Anne-Marie-Louise d'Orléans dite la Grande Mademoiselle, fille de la précédente. À sa mort, ses biens reviennent à la Couronne. Ses titres, dont celui de baron du Beaujolais, sont donnés à son cousin germain Monsieur, duc d'Orléans, frère de Louis XIV. Louis XIV et Monsieur étaient les petits-fils d'Henri IV, lui-même arrière-petit-fils de Louise de Savoie ci-dessus par sa mère Jeanne d'Albret et sa grand-mère Marguerite d'Angoulême. Par ailleurs, La Grande Mademoiselle donne la Dombes en 1693 à Louis-Auguste du Maine (1670-1736), fils légitimé de Louis XIV, dont le dernier fils Louis-Charles cède la Dombes à Louis XV en 1762.

### Maison d'Orléans
- Philippe d'Orléans, Monsieur (1640-1701).
- Philippe d'Orléans (1674-1723). Sa fille Philippine-Élisabeth d'Orléans (1714–1734) est appelée Mademoiselle de Beaujolais.
- Louis d'Orléans (1703-1752).
- Louis-Philippe d'Orléans (1725-1785).
- Louis-Philippe d'Orléans (1747-1793), dit Philippe Égalité sous la Révolution. Il donne le titre de comte de Beaujolais à son troisième fils Louis-Charles.
- Louis-Charles d'Orléans (1779-1808), comte de Beaujolais. Dernier prince à avoir porté le titre, il est le frère cadet de Louis-Philippe, duc d'Orléans, futur roi des Français.
- Clémentine d'Orléans (1817-1907), dernière fille de Louis-Philippe, duc d'Orléans, futur roi des Français, elle est connue jusqu'en 1830 sous le titre de Mademoiselle de Beaujolais

## Possessions
Liste non exhaustive des possessions relevant de la sirerie de Beaujeu :
- fief du Mottadet, à Villeneuve ; au XIIIe siècle[43]. En 1277, Béatrix, rend hommage à Louis de Beaujeu pour la domus dicte ly Motadays et pertinentiarium et appenditiarum[44]. En 1337, le château et la seigneurie de la Mottadet font partie du fief de Marguerite, dame de Saint-Triviers, sous la suzeraineté du sire de Beaujeu[45] ;
- poype de Riottier, à Jassans-Riottier (Xe siècle[46] ;
- châtellenie de Thoissey, avant 1372[47].
- terre de Pizay[48].